# Pałac Biskupi w Krasnymstawie
Pałac biskupów chełmskich w Krasnymstawie – pałac w Krasnymstawie wybudowany w pierwszej połowie XVII wieku przez biskupa chełmskiego Stanisława Gomolińskiego. Przylega bezpośrednio do zabudowań klasztornych jezuitów. Po prawej stronie głównej fasady w XIX wieku wmurowano fragment ocalałego późnogotyckiego portalu z zamku w Krasnymstawie. Obecnie jest siedzibą sióstr zakonnych.